# Renania del Norte-Westfalia
Renania del Norte-Westfalia o Renania septentrional-Westfalia (en alemán: Nordrhein-Westfalen, pronunciado /ˌnɔʁtʁaɪ̯nvɛstˈfaːlən/ⓘ; en bajo alemán: Noordrhien-Westfalen; en Kölsch: Noodrhing-Wäßßfaale) es uno de los 16 estados federados de Alemania. Renania del Norte-Westfalia posee en la actualidad cerca de 18 millones de habitantes (alrededor de 21 % del total de Alemania), siendo por lo tanto el más poblado del país.
El estado contribuye aproximadamente con el 22 % del producto interior bruto de Alemania y se extiende sobre un área de 34 083 km². Renania del Norte-Westfalia se sitúa en la parte más occidental del país y comparte fronteras con Bélgica y los Países Bajos, e internamente limita con los estados federados de Baja Sajonia al norte, Renania-Palatinado al sur y Hesse al sureste. La capital del estado es Düsseldorf, y otras ciudades muy pobladas e importantes son Mönchengladbach, Colonia, Leverkusen, Dortmund, Duisburgo, Bonn, Bochum, Münster, Aquisgrán o Gelsenkirchen y la macrorregión metropolitana de Rin-Ruhr.

## Geografía

### Localización
El territorio de Renania del Norte-Westfalia está ubicado al noroeste de Alemania y está dominado por la llanura de Westfalia. Las comarcas de Sauerland, Condado del Monte y Siegerland en el sur son boscosas con montañas de alturas comprendidas entre los 500 y los 800 metros. En el oeste están las cadenas montañosas de Eifel y la llanura del Rin.
En el centro del estado federado se encuentra la región del Ruhr con las ciudades de Bottrop, Gelsenkirchen, Herne y Recklinghausen al norte, Dortmund, Hamm y Hagen en la parte oriental, Bochum, Essen, Oberhausen y Mülheim an der Ruhr en el medio, así como Duisburgo y Moers en la parte occidental.

### Regiones administrativo-gubernamentales
El estado federado de Renania del Norte-Westfalia se divide en 5 regiones administrativo-gubernamentales, que son: Arnsberg, Colonia, Detmold, Düsseldorf y Münster.
También se lo suele dividir en tres partes principales, con más significado histórico: Renania del Norte (la parte septentrional de Renania), Westfalia y Lippe (incorporada en 1947). Existen diferentes espacios naturales y socioculturales que influyen en las diferentes regiones, y son los siguientes:
- Renania
  - Bergisches Land
  - Eifel
  - Región de Aquisgrán
  - Niederrhein
  - Rheinschiene
  - Región de Colonia/Bonn
- Westfalia
  - Münsterland
  - Minden-Ravensberg
  - Hochstift Paderborn
  - Sauerland
  - Siegerland
- Lippe
  - Lipper Land

## Historia

### Renania
El primer relato escrito sobre la zona fue por su conquistador, Julio César, los territorios al oeste del Rin fueron ocupados por los eburones y los del este del Rin él se los atribuye a los ubios (frente a Colonia) y los sicambrios al norte. Los ubios y algunas otras tribus germánicas como los cugernos más tarde se establecieron en la orilla occidental el Rin en la provincia romana de Germania Inferior. Julio César conquistó a las tribus de la orilla izquierda, y Augusto estableció numerosos puestos fortificados en el Rin, pero los romanos no tuvieron éxito a la hora de ganar una posición sólida en la orilla derecha, donde los sicambrios estaban rodeados por otras tribus incluyendo los téncteros y los usipetes. Al norte de los sigambrios y la región del Rin estaban los brúcteros.
Conforme el poder del imperio romano declinaba muchas de estas tribus se empezaron a ver, colectivamente, como francos ripuarios y avanzaron a ambas orillas del Rin. Para finales del siglo V habían conquistado todas las tierras que anteriormente estuvieron bajo influencia romana. Para el siglo VIII el dominio franco estaba establecido firmemente en el oeste de Alemania y norte de la Galia. Pero al mismo tiempo, al norte, Westfalia fue tomada por los sajones que avanzaban hacia el sur.
Los francos merovingios y carolingios construyeron con el tiempo un imperio que controlaba primero a sus compatriotas ripuarios y luego también a los sajones. Cuando el imperio carolingio se dividió con el tratado de Verdún la parte de la provincia al este del río pasó a Francia Oriental, mientras que la que quedaba al oeste permaneció dentro del reino de Lotaringia.
En tiempos de Otón I (m. 973) ambas orillas del Rin habían pasado a formar parte del Sacro Imperio Romano Germánico, y el territorio renano fue dividido entre los ducados de Alta Lorena, sobre el Mosela, y Baja Lorena sobre el Mosa. La dinastía otoniana tenía antepasados tanto sajones como francos.

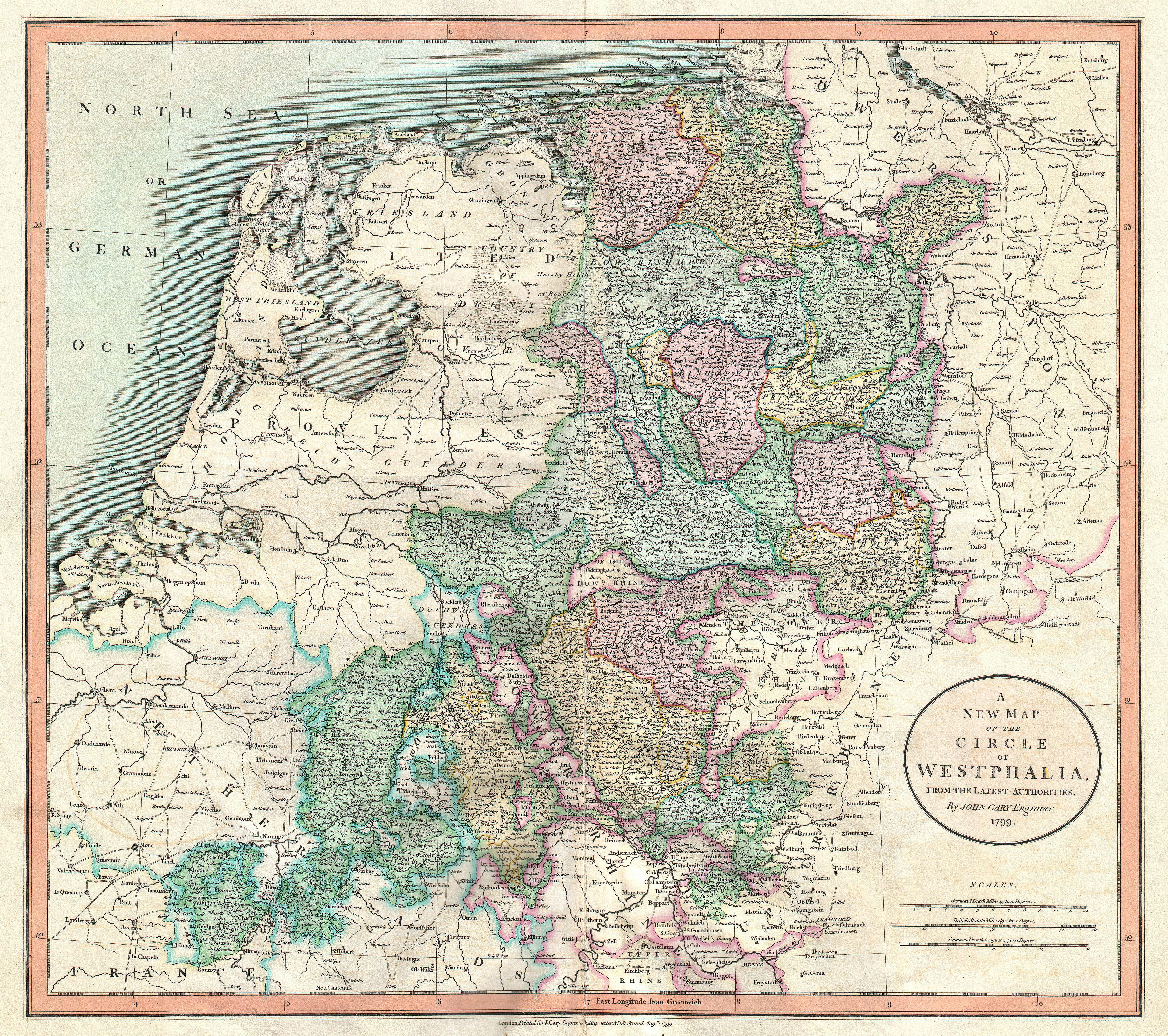
Mapa del Círculo de Baja Renania-Westfalia en 1799 por John Cary

Conforme se debilitaba el poder central del emperador, Renania fue dividiéndose en numerosos pequeños principados pequeños, cada uno de ellos con sus vicisitudes separadas y su crónica especial. Las antiguas divisiones lotaringias se volvieron obsoletas, aunque el nombre sobrevive por ejemplo en Lorena en Francia, y a lo largo de la Edad Media e incluso en tiempos modernos la nobleza de estas regiones a menudo buscó conservar la idea de un duque preeminente dentro de la Lotaringia, algunos de quienes pretendieron serlo fueron los duques de Limburgo y los de Brabante. Luchas como la Guerra de Sucesión de Limburgo continuaron creando lazos políticos y militares entre lo que hoy es Renania-Westfalia, y los vecinos Bélgica y Países Bajos.
A pesar de su condición dividida, y padeciendo a manos de sus vecinos franceses en diversos momentos de guerra, el territorio renano prosperó en gran medida y permaneció en vanguardia de la cultura y el progreso de Alemania. Aquisgrán era el lugar donde se coronaba a los emperadores alemanes, y los principados eclesiásticos del Rin aparecen de forma prominente en la historia alemana.

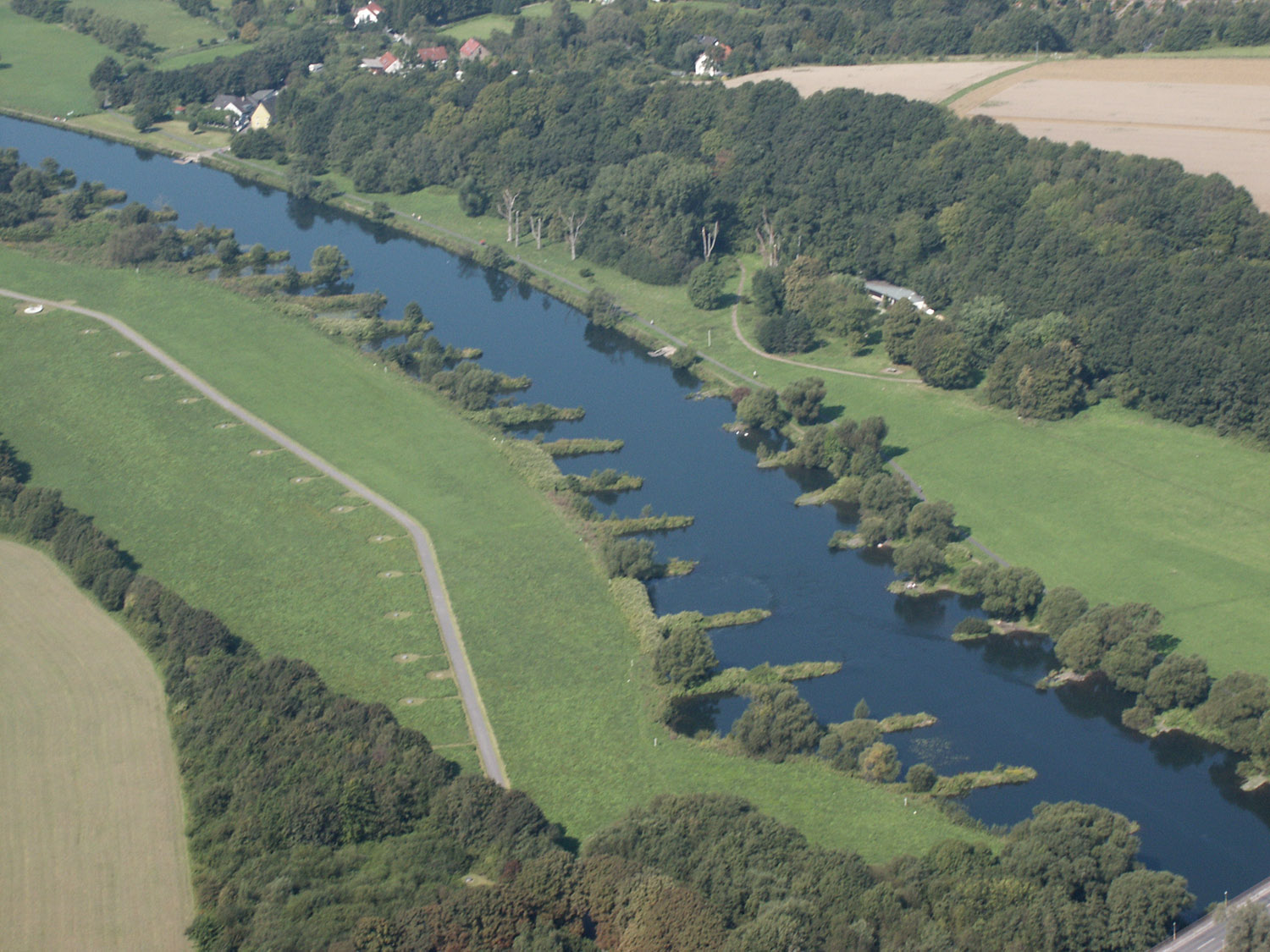
Río Ruhr

Prusia puso pie por vez primera en el Rin en 1609 con la ocupación del ducado de Cléveris y alrededor de un siglo después Alto Güeldres y Moers también se hicieron prusianos. Con la paz de Basilea de en 1795 toda la orilla izquierda del Rin se reasignó a Francia. A comienzos del siglo XIX, como consecuencia de las guerras Napoleónicas, el territorio que comprende este estado pasó a formar parte de la Confederación del Rin.
Después del congreso de Viena, se le dio a Prusia toda Renania, que incluía el Gran Ducado de Berg, los electorados eclesiásticos de Tréveris y Colonia, las ciudades libres de Aquisgrán y Colonia, y casi un centenar de pequeños señoríos y abadías. La provincia del Rin prusiana se creó en 1822 y Prusia tuvo el tacto de no perturbar las instituciones liberales a las que se habían acostumbrado bajo el gobierno republicano de los franceses. En 1920, los distritos de Eupen y Malmedy fueron transferidos a Bélgica (véase Comunidad Germanófona de Bélgica).

### Westfalia
Alrededor del año 1 hubo numerosas incursiones a través de Westfalia y quizás incluso algunos asentamientos romanos permanentes, o romanizados. La batalla del bosque de Teutoburgo tuvo lugar cerca de Osnabrück (como se menciona, se discute si está o no en Westfalia) y algunas de las tribus germánicas que combatieron en esta batalla procedían de la zona de Westfalia. Se cree que Carlomagno pasó mucho tiempo en Paderborn y zonas cercanas. Se cree que sus guerras sajonas también en parte se desarrollaron en lo que es la actual Westfalia. Leyendas populares relacionan a su adversario Viduquindo a lugares cerca de Detmold, Bielefeld, Lemgo, Osnabrück y otros sitios en Westfalia. Viduquindo fue enterrado en Enger, que es también objeto de una leyenda.
Junto con Ostfalia y Engern, Westfalia (Westfalahi) fue originalmente un distrito del ducado de Sajonia. En 1180 Westfalia fue elevado al rango de ducado por el emperador Federico Barbarroja. El ducado de Westfalia comprendía solo una pequeña zona al sur del río Lippe.

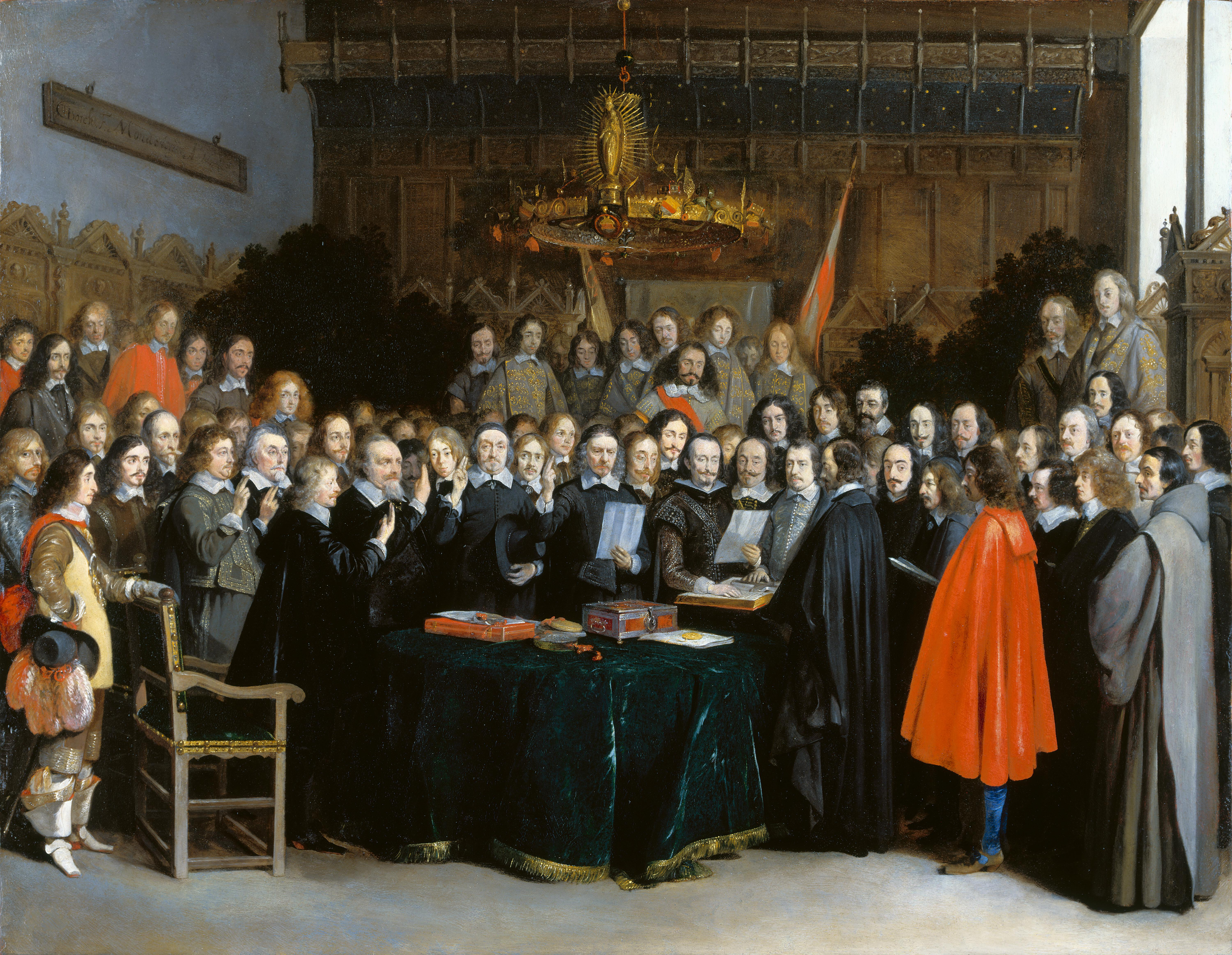
Ratificación de la paz de Westfalia de 1648 en Münster por Gerard Terborch

Partes de Westfalia pasaron a control prusiano-brandeburgués durante los siglos XVII y XVIII, pero la mayor parte de ella permaneció dividida en ducados y otras zonas feudales de poder. La paz de Westfalia de 1648, firmada en Münster y Osnabrück, puso fin a la guerra de los Treinta Años. El concepto de la soberanía de la nación-estado resultante del tratado pasó a ser conocido como "soberanía westfaliana".
Durante el Primer Imperio francés la parte de la región al oeste del río Rin fue designada como Departamento del Roer. Después de la derrota del ejército prusiano en la batalla de Jena-Auerstedt, el tratado de Tilsit en 1807 hicieron de los territorios westfalianos parte del Reino de Westfalia desde 1807 a 1013. Fue fundado por Napoleón I y fue un estado vasallo francés. En 1807 Jerónimo Bonaparte es nombrado rey de Westfalia. Este estado sólo compartía el nombre con la región histórica; contenía sólo una parte relativamente pequeña de Westfalia, formado en su lugar en su mayor parte por regiones de Hesse y Ostfalia.
Después del Congreso de Viena, el reino de Prusia recibió una gran parte del territorio de la región westfaliana, y creó la provincia de Westfalia en 1815. Las porciones más al norte del anterior reino, incluyendo la ciudad de Osnabrück, se habían convertido en parte de los estados de Hannover y Oldemburgo.
Como resultado de la reforma protestante, no hay religión dominante en Westfalia. El catolicismo y el luteranismo están en condiciones de igualdad. El luteranismo es fuerte en el este y el norte con numerosas iglesias libres. Münster y especialmente Paderborn son católicas. Osnabrück está dividida casi a partes iguales entre católicos y protestantes.

### Renania del Norte-Westfalia

#### Creación del estado
Tras la Segunda Guerra Mundial el estado de Renania del Norte-Westfalia fue establecido por iniciativa de la ocupación militar británica el 23 de agosto de 1946 con la llamada "Operación Matrimonio", fusionando la provincia de Westfalia y partes del norte de la provincia del Rin, siendo ambas divisiones políticas del anterior Estado Libre de Prusia dentro del Reich alemán. El 21 de enero de 1947 el antiguo Estado Libre de Lippe se fusionó con el de Renania del Norte-Westfalia, lo que condujo a las fronteras actuales del Estado. A continuación, fue ratificada mediante un referéndum la Constitución de Renania del Norte-Westfalia. A diferencia de otros estados alemanes, Renania del Norte-Westfalia no tenía antecedentes históricos. La atención se centró sobre todo en el deseo de los aliados para integrar un territorio común, en la rica región del Ruhr.
Encontrar una identidad común de Lippe, Westfalia y Renania fue un gran desafío en los primeros años del país. Los mayores retos en la posguerra fueron la reconstrucción y el establecimiento de un Estado democrático. A continuación, debió rediseñar la estructura económica desarrollada como resultado del declive de la industria minera que fue tema central de la política nacional.
Las elecciones de Renania del Norte-Westfalia del 22 de mayo de 2005 concedieron a la CDU una victoria inesperada. Su principal candidato Jürgen Rüttgers construyó un nuevo gobierno de coalición formado por la CDU y el FDP que sustituyó al anterior gobierno encabezado por Peer Steinbrück. Rüttgers fue elegido nuevo ministro-presidente (en alemán: Ministerpräsident) del estado federal el 22 de junio de 2005. En 2010 le sucedió Hannelore Kraft, quien en 2017 fue a su vez sucedida por Armin Laschet. Laschet ocupó el cargo hasta 2021, cuando le sucedió el actual titular Hendrik Wüst.

## División administrativa
Ver: Lista de los municipios de Renania del Norte-Westfalia
| A: Kreise - Distritos 1. Aquisgrán (AC) 2. Borken (BOR) 3. Coesfeld (COE) 4. Düren (DN) 5. Ennepe-Ruhr (EN) 6. Rhein-Erft (BM) 7. Euskirchen (EU) 8. Gütersloh (GT) 9. Heinsberg (HS) 10. Herford (HF) 11. Hochsauerland (HSK) 12. Höxter (HX) 13. Cléveris (KLE) 14. Lippe (LIP) 15. La Marck (MK) 16. Mettmann (ME) 17. Minden-Lübbecke (MI) 18. Rhein-Neuss (NE) 19. Alto Berg (GM) 20. Olpe (OE) 21. Paderborn (PB) 22. Recklinghausen (RE) 23. Renania-Berg (GL) 24. Rhein-Sieg (SU) 25. Siegen-Wittgenstein (SI) 26. Soest (SO) 27. Steinfurt (ST) 28. Unna (UN) 29. Viersen (VIE) 30. Warendorf (WAF) 31. Wesel (WES) | B: Kreisfreie Städte - Distritos urbanos 1. Aquisgrán (AC) 2. Bielefeld (BI) 3. Bochum (BO) 4. Bonn (BN) 5. Bottrop (BOT) 6. Dortmund (DO) 7. Duisburgo (DU) 8. Düsseldorf (D) 9. Essen (E) 10. Gelsenkirchen (GE) 11. Hagen (HA) 12. Hamm (HAM) 13. Herne (HER) 14. Colonia (K) 15. Krefeld (KR) 16. Leverkusen (LEV) 17. Mönchengladbach (MG) 18. Mülheim an der Ruhr (MH) 19. Münster (MS) 20. Oberhausen (OB) 21. Remscheid (RS) 22. Solingen (SG) 23. Wuppertal (W) |

### Principales ciudades
El Estado (Land) de Renania del Norte-Westfalia cuenta con 22 ciudades mayores de 150 000 habitantes (31 de diciembre de 2016):
| - 1. Colonia (1 075 935) - 2. Düsseldorf (613 230) - 3. Essen (590 194) - 4. Dortmund (585 813) - 5. Duisburgo (499.845) - 6. Bochum (377.393) - 7. Wuppertal (352 390) - 8. Bielefeld (333 451) - 9. Bonn (327 919) - 10. Münster (311 846) | - 11. Gelsenkirchen (262 528) - 12. Mönchengladbach (260 925) - 13. Aquisgrán (244 951) - 14. Krefeld (226 812) - 15. Oberhausen (211 382) - 16. Hagen (188 266) - 17. Hamm (179.397) - 18. Mülheim (170 936) - 19. Leverkusen (163 113) - 20. Solingen (158 908 ) | - 21. Herne (156 774) - 22. Neuss (152 882) |

## Economía
Este estado ha cambiado su tradicional imagen de sector industrial y se ha convertido en uno de los focos principales de la ecotecnología, actividad aseguradora, financiera, ferial y es una plataforma mediática a nivel europeo.
Cerca de 40 de las mayores cien empresas alemanas tienen su sede en Renania del Norte-Westfalia. Tal es el caso de Bayer y Bertelsmann.
Si fuese una nación económicamente autónoma, este estado ocuparía el decimoséptimo lugar entre las economías mundiales. En 2018, el 14,9% del total de las exportaciones alemanas procedían de esta región.

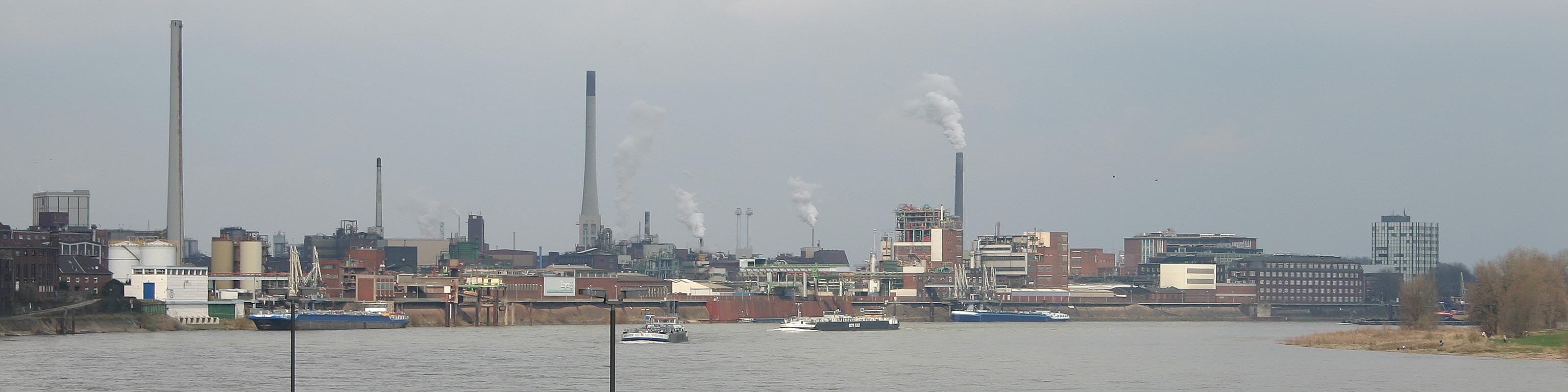
Sede industrial de Bayer a la orilla del río Rin en Krefeld.

Renania formó parte de una de las cuencas mineras más importantes en el proceso de industrialización de Europa.

## Acuerdos de cooperación internacional
El Estado Federado de Renania del Norte-Westfalia ha firmado vínculos de cooperación perdurables, en carácter de Acuerdos internacionales, con las siguientes provincias o estados federados:
- Provincia de Buenos Aires en Argentina (4 de abril de 2019)[5]

## Cultura y educación

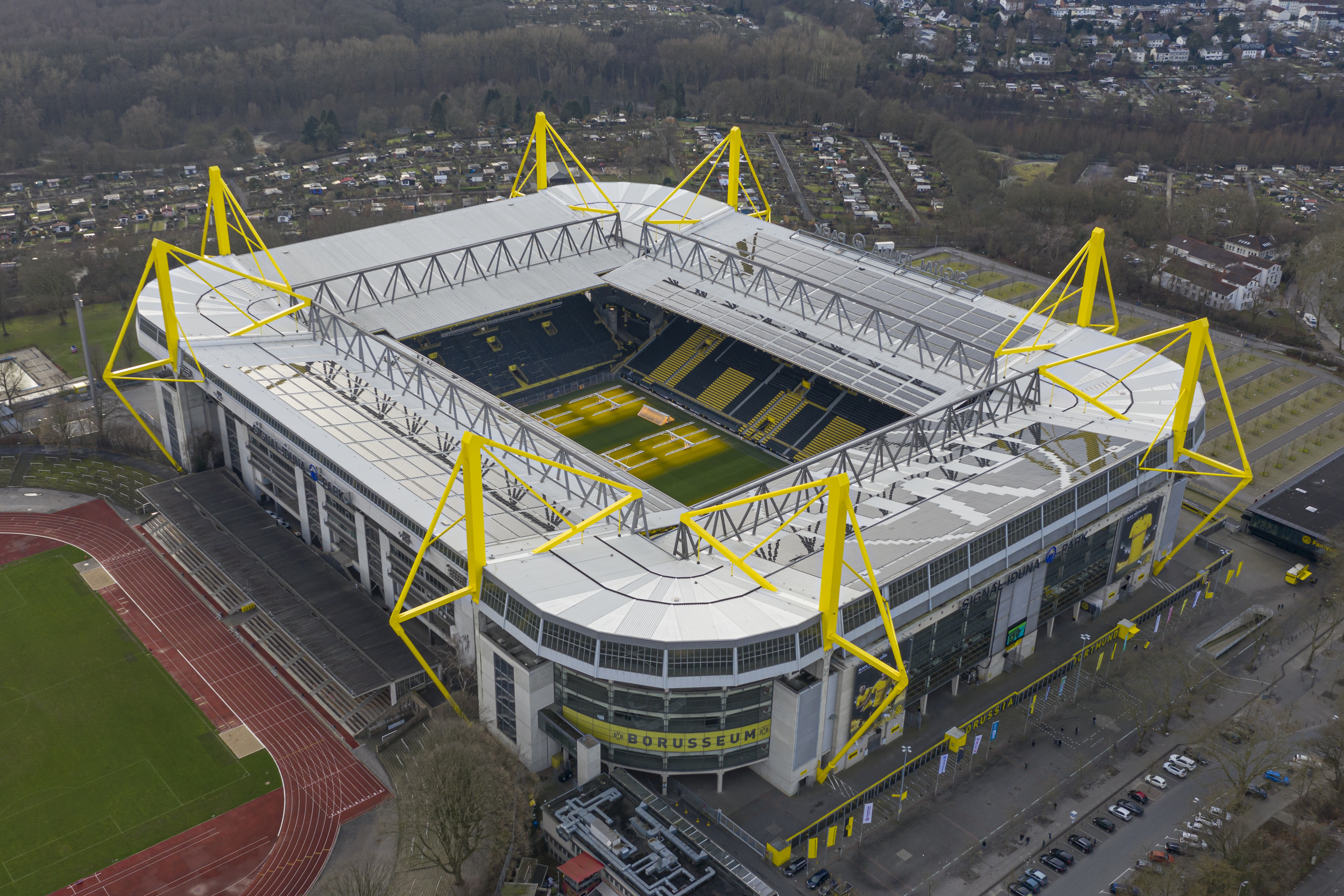
Vista del Signal Iduna Park, estadio del Borussia Dortmund

Renania del Norte-Westfalia cuenta con prestigiosas universidades como la Universidad Técnica de Aquisgrán, la Universidad Ruhr de Bochum, la Universidad Duisburg-Essen, la Universidad a Distancia de Hagen, la Universidad de Colonia y la Universidad de Münster.

### Deporte
El estado cuenta con numerosos equipos de fútbol. Los más destacados son el Borussia Dortmund y el Schalke 04, quienes son rivales históricos (Derbi del Ruhr), así como el FC Colonia, Borussia Mönchengladbach, Bayer 04 Leverkusen, Fortuna Düsseldorf. Otros equipos profesionales de fútbol del estado son el Arminia Bielefeld, VfL Bochum y SC Paderborn 07.
El Torneo de Halle y el Torneo de Düsseldorf son torneos masculinos de tenis del ATP World Tour 250.

## Religión
Renania del Norte-Westfalia es una región con un panorama religioso históricamente diverso. El mayor grupo religioso son los cristianos católicos, con alrededor del 50% de la población total. El segundo grupo más numeroso son los creyentes cristianos evangélicos 20%. Los grupos más numerosos no cristianos son los musulmanes, que representan alrededor del 3% de la población total. El porcentaje de no creyentes (agnósticos y ateos) es de alrededor de 25%. La constitución del estado garantiza el derecho al libre ejercicio de la religión y reconoce la importante función de las iglesias en la educación como un papel especial en la sociedad.